# Hydrometra
Hydrometra is een geslacht van wantsen uit de familie van de waterlopers (Hydrometridae). De groep werd voor het eerst wetenschappelijk beschreven door Pierre André Latreille in 1796. 

## Soorten
Het genus bevat de volgende soorten:

- Hydrometra acapulcana Drake, 1952
- Hydrometra aculeata Montrouzier in Perroud, 1864
- Hydrometra adnexa Drake, 1956
- Hydrometra aegyptia Hungerford & Evans, 1934
- Hydrometra aemula Drake, 1956
- Hydrometra aequatoriana Cianferoni & Buzzetti, 2012
- Hydrometra africana Hungerford & Evans, 1934
- Hydrometra albolineata (Scott, 1874)
- Hydrometra albolineolata Reuter, 1882
- Hydrometra alloiona Drake & Lauck, 1959
- Hydrometra ambulator Stål, 1855
- Hydrometra annamana Hungerford & Evans, 1934
- Hydrometra argentina Berg, 1879
- Hydrometra australis Say, 1832
- Hydrometra balkei Zettel, 2014
- Hydrometra barei Hungerford, 1927
- Hydrometra barrana Drake, 1952
- Hydrometra beameri Mychajliw, 1961
- Hydrometra bifurcata Hungerford & Evans, 1934
- Hydrometra borneensis Zettel & Yang, 2004
- Hydrometra brevitarsus Zettel & Yang, 2004
- Hydrometra butleri Hungerford & Evans, 1934
- Hydrometra caraiba Guérin & Méneville, 1852
- Hydrometra carayoni Poisson, 1948
- Hydrometra carinata J. Polhemus & D. Polhemus, 1995
- Hydrometra cavernicola J. Polhemus & D. Polhemus, 1987
- Hydrometra chaweewanae Sites & J. Polhemus, 2003
- Hydrometra cherukolensis Jehamalar & Chandra, 2014
- Hydrometra chinai Hungerford & Evans, 1934
- Hydrometra chopardi Poisson, 1941
- Hydrometra ciliata Mychajliw, 1961
- Hydrometra ciliosa Drake & Lauck, 1959
- Hydrometra claudie Polhemus & Lansbury, 1997
- Hydrometra comata Torre-Bueno, 1926
- Hydrometra consimilis Barber, 1934
- Hydrometra cracens J. Polhemus & D. Polhemus, 1995
- Hydrometra crossa Drake & Lauck, 1959
- Hydrometra cyprina Torre-Bueno, 1926
- Hydrometra darwiniana Polhemus & Lansbury, 1997
- Hydrometra eioana J. Polhemus & Lansbury, 1997
- Hydrometra exalla Drake & Lauck, 1959
- Hydrometra exilis Torre-Bueno, 1926
- Hydrometra fanjahira Hungerford & Evans, 1934
- Hydrometra feta Hale, 1925
- Hydrometra fruhstorferi Hungerford & Evans, 1934
- Hydrometra fuanicana Drake, 1954
- Hydrometra gagnei J. Polhemus & D. Polhemus, 1995
- Hydrometra gibara Torre-Bueno, 1926
- Hydrometra gilloglyi J. Polhemus & D. Polhemus, 1995
- Hydrometra goodi Hungerford, 1951
- Hydrometra gracilenta Horváth, 1899
- Hydrometra grassei Poisson, 1945
- Hydrometra greeni Kirkaldy, 1898
- Hydrometra groehni Andersen, 2003
- Hydrometra guianana Hungerford & Evans, 1934
- Hydrometra halei Hungerford & Evans, 1934
- Hydrometra heoki Zettel & Yang, 2004
- Hydrometra horvathi Hungerford & Evans, 1934
- Hydrometra huallagana Drake, 1954
- Hydrometra hungerfordi Torre-Bueno, 1926
- Hydrometra hutchinsoni Hungerford & Evans, 1934
- Hydrometra illingworthi Hungerford & Evans, 1934
- Hydrometra intonsa Drake & Hottes, 1952
- Hydrometra isaka Hungerford & Evans, 1934
- Hydrometra jaczewskii Lundblad, 1933
- Hydrometra jourama J. Polhemus & Lansbury, 1997
- Hydrometra juba Linnavuori, 1971
- Hydrometra julieni Hungerford & Evans, 1934
- Hydrometra julienoidea J. Polhemus & D. Polhemus, 1995
- Hydrometra kahallensis Karunaratne, 1969
- Hydrometra kelantan J. Polhemus & D. Polhemus, 1995
- Hydrometra kiunga J. Polhemus & Lansbury, 1997
- Hydrometra lentipes Champion, 1898
- Hydrometra lillianis Torre-Bueno, 1926
- Hydrometra lineata Eschscholtz, 1822
- Hydrometra lombok J. Polhemus & D. Polhemus, 1995
- Hydrometra longicapitis Torre-Bueno, 1927
- Hydrometra madagascarensis Hungerford & Evans, 1934
- Hydrometra maidli Hungerford & Evans, 1934
- Hydrometra maindroni Hungerford & Evans, 1934
- Hydrometra mameti Hungerford, 1951
- Hydrometra marani Hoberlandt, 1942
- Hydrometra martini Kirkaldy, 1900
- Hydrometra metator Buchanan-White, 1879
- Hydrometra mindoroensis J. Polhemus in J. Polhemus & Reisen, 1976
- Hydrometra moneta Linnavuori, 1981
- Hydrometra monoceros Linnavuori, 1986
- Hydrometra monodi Poisson, 1939
- Hydrometra naiades Kirkaldy, 1902
- Hydrometra nicobarensis Jehamalar & Chandra, 2014
- Hydrometra novahollandiae J. Polhemus & Lansbury, 1997
- Hydrometra okinawana Drake, 1951
- Hydrometra olallai Mychajliw, 1961
- Hydrometra orientalis Lundblad, 1933
- Hydrometra panamensis Drake, 1953
- Hydrometra papuana Kirkaldy, 1901
- Hydrometra phytophila J. Polhemus & D. Polhemus, 1987
- Hydrometra placita Drake, 1953
- Hydrometra poissoni Hungerford, 1951
- Hydrometra priscillae Torre-Bueno, 1926
- Hydrometra procera Horváth, 1905
- Hydrometra quadrispina Perez-Goodwyn, 2001
- Hydrometra rhodesiana Hungerford & Evans, 1934
- Hydrometra ripicola Andersen, 1992
- Hydrometra risbeci Hungerford, 1938
- Hydrometra sapiranga Moreira & Barbosa, 2013
- Hydrometra scotti Brown, 1951
- Hydrometra seychellensis J. Polhemus & D. Polhemus, 1995
- Hydrometra sjoestedti Lundblad, 1934
- Hydrometra smithi Hungerford & Evans, 1934
- Hydrometra somaliensis Poisson, 1949
- Hydrometra stagnorum (Linnaeus, 1758)
- Hydrometra strigosa (Skuse, 1893)
- Hydrometra sztolemani Jaczewski, 1928
- Hydrometra taxcana Drake & Hottes, 1952
- Hydrometra thomasi Mychajliw, 1961
- Hydrometra transvaalensis Hungerford & Evans, 1934
- Hydrometra turneri Hungerford & Evans, 1934
- Hydrometra ugandae Jaczewski, 1932
- Hydrometra wileyae Hungerford, 1923
- Hydrometra wileyi Hungerford, 1923
- Hydrometra williamsi Hungerford & Evans, 1934
- Hydrometra yamoussoukroi Poisson, 1945
- Hydrometra yaqubi Ghauri, 1964
- Hydrometra zeteki Drake, 1952
- Hydrometra zeylanica Gunawardane & Karunaratne, 1965

## In Nederland voorkomende soorten
- Gewone vijverloper (Hydrometra stagnorum) Linnaeus, 1758
- Kleine vijverloper (Hydrometra gracilenta) Horváth, 1899